# 光明行
《光明行》是劉天華于1931年創作的二胡獨奏曲。樂曲以振奮、激昂、蓬勃向上的情緒而著稱，是五四時代罕見具有漢民族氣息的進行曲。劉天華為此曲作注解：“ 因外国人都谓我国音乐萎靡不振，故作此曲以证其误。”林石城在1958年将此曲改编成琵琶曲。彭修文其後亦將本曲改編為中樂合奏版本。

## 音樂特色
此曲借鑒了西洋的作曲技法，如整體上採用復三部曲式；旋法上運用了上下四五度交替轉調的手法；全曲又基本建立在主三和弦分解進行的基礎上；採用進行曲節奏；結尾以大段落的顫音描寫人山人海的場面。其音樂風格吸取了古典音樂的精華，又具有國樂氣息，是將西洋作曲技法與中國民族風格相結合的創作典範。

## 資料來源
1. ↑  . 乐器大全.   [2020-07-05]. （原始内容存档于2020-07-05）.
2. ↑  . 新法家.   [2020-07-05]. （原始内容存档于2016-03-04）.
3. ↑  . 中華古韻.   [2012-02-01]. （原始内容存档于2011-08-14）.
4. ↑  . 中国二胡网.   [2020-07-05]. （原始内容存档于2020-07-05）.